# 제이슨 지암비
제이슨 길버트 지암비(Jason Gilbert Giambi, 1971년 1월 8일 ~ )는 캘리포니아 롱비치 대학교를 나왔고 1995년 애슬레틱스에 2라운드에 지명이 되었다. 이후 2000년 아메리칸 리그 MVP에 선정되었으며, 2002년 FA 자격을 받아 7년간 1억 2000만달러를 받고 뉴욕 양키스로 이적했고 2009년 친정팀 오클랜드 애슬레틱스로 다시 왔지만 8개월만에 콜로라도 로키스로 이적되었다. 하지만 로키스에서도 뾰족한 활약을 보여주지 못하고 2013년 인디언스와 마이너 계약을 하였다. 이 해 메이저 리그 최고령 끝내기 홈런(42세 202일)으로 종전 기록 행크 아론의 1976년 당시 42세 175일의 기록을 깼다. 더불어 개인 통산 9번째 끝내기 홈런으로 이 부분 공동 15위를 차지했다.
동생으론 전 메이저리거 제러미 지암비가 있다.

## 오클랜드 애슬레틱스 시절
1995년 오클랜드 애슬레틱스의 스카우터들은 주루와 송구, 수비와 장타력이 부족하다고 그를 드래프트에 뽑는 걸 반대했으나 단장은 반대를 무릅쓰고 그를 드래프트 2라운드에 지명하였다.
입단 후에 장타력을 길렀고 2000년 아메리칸리그 MVP에 선정되었다.
지암비는 최고의 선구안과 애슬레틱스의 최고의 득점 기계였다.

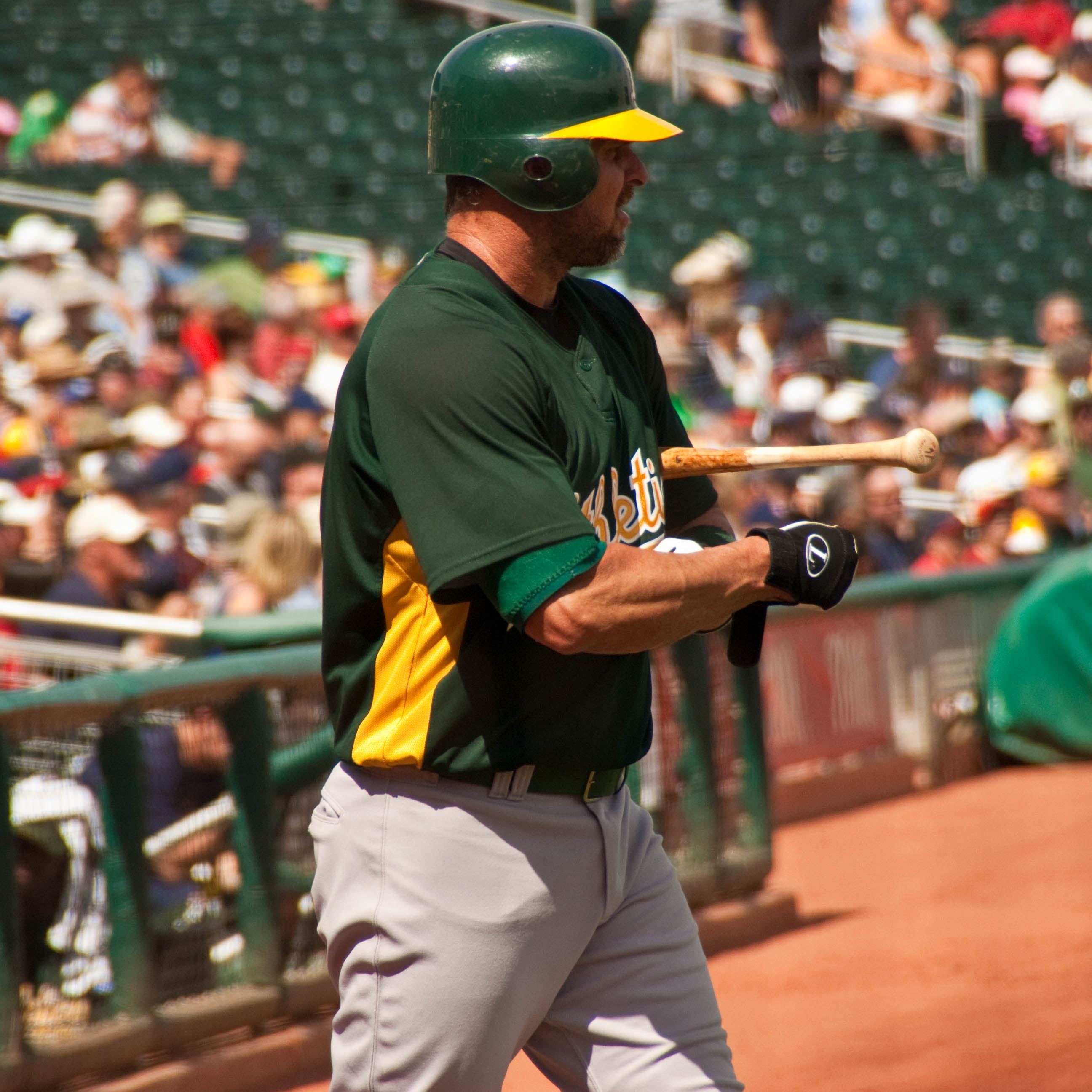
오클랜드 애슬레틱스 시절의 지암비

## 뉴욕 양키스 시절
지암비는 2001년 12월 13일, 시즌이 끝난 뒤 7년간 1억 2,000만 달러에 FA로 메이저 리그 명문팀인 뉴욕 양키스로 이적하였다.
2006년까지 몬스터한 시즌을 보였으나 지암비는 2007년부터 부상으로 인해 기량이 급격히 하락했다.
2008년 9월 21일 , 지암비는 양키 스타디움에서 마지막 안타를 기록했다.
양키스는 2009 시즌 지암비가 자신의 옵션을 거부하자 그를 자유 계약으로 만들게 하였다.

## 친정으로의 복귀
2009년 1월 6일에, 지암비는 오클랜드에 서명하기로 합의했다. 그는 공식적으로 다음 날, 그리고 그의 오래된 16번 유니폼을 받았다가 다시 합류했다. 지암비는 2009년 4월 25일에 오클랜드에 돌아온 후 첫 홈런을 기록했다.
2009년 5월 23일, 지암비는 애리조나 다이아몬드백스에 8-7로 끌려가던 중에서 자신의 400 번째 홈런을 기록했다. 그러나 2달 후, 그는 7월 20일 부상자 명단에 배치되었다. 당시 그는 메이저 리그에서 가장 낮은 타율과 아메리칸리그에서 4번째로 낮은 장타율을 기록했다. 2009년 8월 7일, 그는 콜로라도 로키스로 이적한다.

## 콜로라도 로키스 시절
친정에게 버림당한 그는 8월 7일 부로 로키스와 마이너 계약을 한다.
2011년 5월 19일, 지암비는 필라델피아 필리스와의 경기에서 한 경기 3연타석 홈런을 기록했다. 그의 경력에서의 최초의 3연타석 홈런을 기록했다. 지암비는 이 경기 이후로 3연타석 홈런을 친 두 번째로 오래된 선수가 되었다. (종전 기록 스탠 뮤지얼, 1962년 7월 8일)
지암비는 2012년 시즌 후 자유 계약 선수가 되었다. 콜로라도는 지암비에게 타격 코치 자리를 제안했지만 거절했다.

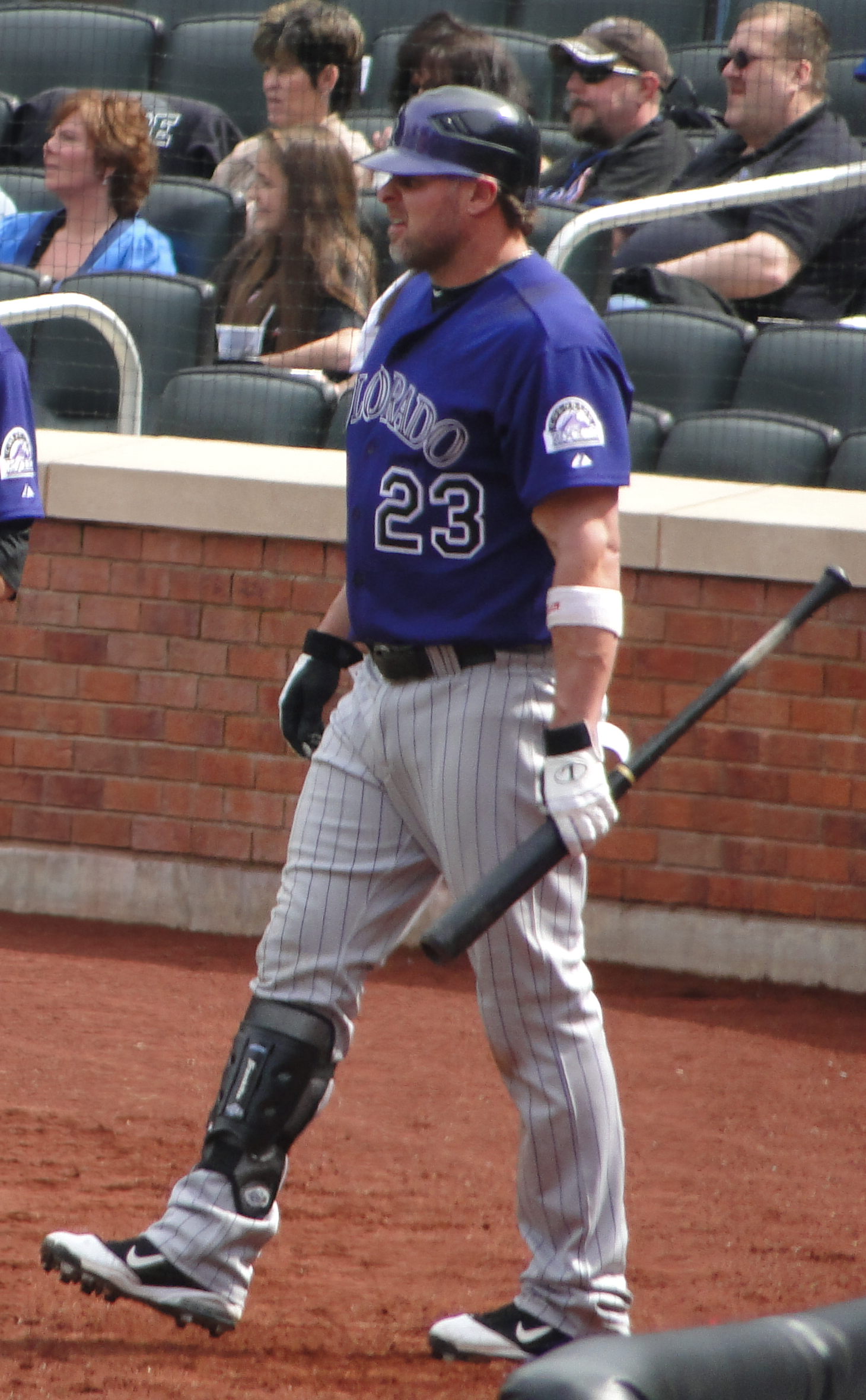
타격 준비를 하는 지암비

## 클리블랜드 인디언스 시절
2013년 2월 9일, 인디언스는 지암비와 마이너 계약을 체결했다. 지암비는 스프링 트레이닝 후 인디언스의 메이저 리그 로스터에 등록되었다. 2013년 7월 30일, 시카고 화이트삭스전에서 9회말 2-2로 동점인 상황에 대타로 나선 지암비는 볼 카운트 1볼 1스트라이크에서 트론코소의 3구째 시속 137km짜리 높게 뜬 슬라이더를 힘껏 받아쳐 프로그레시브 필드의 가운데 펜스를 넘겼다. 그는 끝내기 홈런 후 소감을 얘기했다.
| “ | 그저 타석에서 좋은 모습을 보이고 싶었고 마지막 타석에서 팀 승리를 돕는 것만큼 특별한 일은 없다. | ” |
|   | — 제이슨 지암비, 인터뷰 중에서                                                                  |   |

그러나 이런 활약관 달리 지암비는 지명타자로 나서며 71경기에 나와 타율 1할8푼3리 9홈런 31타점으로 명성에 걸맞은 활약을 펼치진 못했다.
하지만 지암비는 내년 시즌에도 현역으로 뛰겠다는 의사를 밝혔다. 올해 지암비가 몸담았던 클리블랜드 구단 역시 이를 수용할 듯 하다.
이로서 1995년 데뷔 이후 19년간 뛰게 된다.

## 가족 관계
동생으로는 전 메이저리거인 제러미 지암비가 있다.

## 약물 복용 고백
지암비는 베리 본즈의 개인 트레이너를 통해 약물 복용을 폭로했다. 지암비는 본즈의 트레이너에게 주사용 스테로이드와 주사기 등을 보내왔다고 주장했다. 이로서 마크 맥과이어, 새미 소사, 베리 본즈 등과 함께 약물을 복용한 선수가 되었다.